# John Patrick Micklethwait Brenan
John Patrick Micklethwait Brenan, född 19 juni 1917 i Chislehurst, Storbritannien, död 26 september 1985 i Kew, var en brittisk botaniker och sedermera direktör vid Royal Botanic Gardens, Kew.
Auktorsnamnet Brenan kan användas för John Patrick Micklethwait Brenan i samband med ett vetenskapligt namn inom botaniken; se Wikipediaartiklar som länkar till auktorsnamnet.